# Toxic tour
Un toxic tour est une forme de mobilisation militante lié au concept de justice environnementale. Il consiste en des visites guidées de sites fortement pollués ou industrialisés, tels que des friches urbaines, des raffineries, ou des zones contaminées par des déchets toxiques. Ces visites, généralement organisées par des membres de communautés marginalisées, visent à dénoncer les inégalités environnementales auxquelles ces populations sont confrontées. En mettant en lumière les liens entre pollution, disparités sociales, racisme environnemental, et inégalités de genre, les toxic tours sensibilisent le public, interpellent les autorités et encouragent l’action collective.
Les toxic tours s’inscrivent dans une logique d’éducation populaire et de mobilisation intersectionnelle, liant écologie, justice sociale, antiracisme et écoféminisme. Ils combinent des témoignages, des performances symboliques et des revendications politiques pour alerter sur l’impact des politiques industrielles et urbanistiques sur les populations vulnérables.

## Historique
Les toxic tours sont nés aux États-Unis dans les années 1980 et trouvent leur origine dans les mouvements pour la justice environnementale, au sein des luttes antiracistes nord-américaines. Ce mouvement émerge dans un contexte où les populations afro-américaines, latino-américaines et ouvrières sont disproportionnellement exposées aux pollutions liées aux activités industrielles, en raison de politiques d'aménagement qui concentrent les infrastructures nocives dans leurs quartiers.

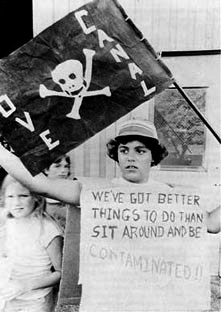
Manifestation à Love Canal en 1978

Un des événements fondateurs fut la mobilisation autour de Love Canal à Niagara Falls en 1978. Les habitants, majoritairement des femmes, ont dénoncé la présence de déchets chimiques enfouis sous une zone résidentielle et une école, provoquant des problèmes sanitaires graves. Ce scandale a suscité une prise de conscience nationale sur les liens entre pollution et justice sociale.
Dans les décennies suivantes, des collectifs tels que Communities for a Better Environment ont organisé des tournées similaires dans des villes comme Los Angeles, Chicago, Houston ou Baltimore. Ces initiatives visaient à mobiliser les habitants, les médias et les décideurs sur les conséquences des incinérateurs, raffineries et autres infrastructures dangereuses situées à proximité des zones résidentielles populaire. Le concept de toxic tour s’est ensuite diffusé à l’échelle internationale. Dans le cadre des mouvements climatiques et altermondialistes, des activistes ont adopté ce format pour dénoncer les conséquences de l’extraction pétrolière en Amazonie équatorienne, du néocolonialisme industriel dans les Antilles françaises et en Afrique du Sud, ou encore des projets de méga infrastructures comme les centrales électriques, les pipelines ou les data centers.
Ce développement transnational s’inscrit dans ce que Juan Martinez-Alier appelle l’« écologisme des pauvres », à savoir un un courant global d’opposition aux dommages environnementaux causés par des modèles économiques extractivistes et productivistes.
Les toxic tours ont été popularisés par des événements internationaux comme le Sommet de la Terre de Rio+20 en 2012, lors duquel des pêcheurs de la baie de Guanabara ont organisé des visites pour exposer les dégâts causés par la pollution industrielle.

## Un outil de sensibilisation et d’engagement citoyen

### Une mise en visibilité des injustices environnementales
Les classes populaires sont les premières victimes du modèle industriel capitaliste, qui profite principalement aux élites économiques tout en dégradant les conditions de vie des plus précaires. En effet, ces populations vivent souvent à proximité de zones polluées, dans des logements mal isolés, et avec un accès limité aux espaces verts. Pourtant, ce sont elles qui contribuent le moins aux émissions de gaz à effet de serre, tout en subissant de plein fouet les conséquences du changement climatique. Cette situation soulève une double injustice écologique et sociale, notamment documentée par l'économiste Lucas Chancel.
Cependant, les impacts environnementaux vécus par ces communautés sont souvent invisibilisés, que ce soit dans les politiques publiques ou les médias dominants. Les habitants des quartiers populaires, par exemple, sont rarement associés aux décisions liées à l’aménagement de leur territoire, ce qui renforce leur mise à l’écart et leur exposition aux nuisances. Plusieurs études et associations, comme ATD Quart Monde, insistent sur le fait qu’il est impossible d’envisager une transition écologique sans justice sociale, et qu’il faut impérativement inclure les populations concernées dans l’élaboration des solutions.
En France, le collectif Toxic Tour Detox 93 (TTD93) connecte les revendications locales aux enjeux globaux, tout en sensibilisant les habitants aux conséquences sanitaires et sociales des choix d’aménagement du territoire en organisant des toxic tours en Seine-Saint-Denis, un territoire marqué par la concentration de pollutions urbaines, comme la pollution atmosphérique due aux infrastructures routières comme l’autoroute A1, la contamination des sols par d’anciennes activités industrielles et les projets de data centers, souvent implantés sans concertation publique.

### Réappropriation de l'espace
Le Mouvement de justice environnementale nord-américain appartient à cet « environnementalisme des pauvres » décrit par Juan Martinez-Alier. Ses luttes remettent en question la division entre nature et culture, l'environnement n'y est plus conçu comme quelque chose d'extérieur à protéger mais comme le milieu même où on travaille et où on habite, potentiellement dangereux. Elles articulent les questions d'inégalités sociales et environnementales, alors que les populations pauvres sont souvent suspectées de ne pas s'intéresser aux questions écologiques.
Les toxic tours représentent une forme de résistance citoyenne pacifique, permettant aux classes populaires de s'approprier leur environnement social et écologique face aux discours élitistes. Ces initiatives visent à remettre en question l'indifférence des autorités et des grandes entreprises, tout en réclamant des solutions adaptées au contexte local pour améliorer les conditions de vie.
Par exemple, en Seine-Saint-Denis, le collectif TTD93 a organisé des activités telles que des projets photo avec les enfants sur le thème de la pollution et des rencontres avec des militants pour discuter de la justice climatique. L'objectif était de sensibiliser les habitants aux enjeux environnementaux locaux et de leur transmettre la volonté d'agir face aux injustices climatiques.

## Une efficacité relative

### Une portée socio-écologique reléguée au second plan

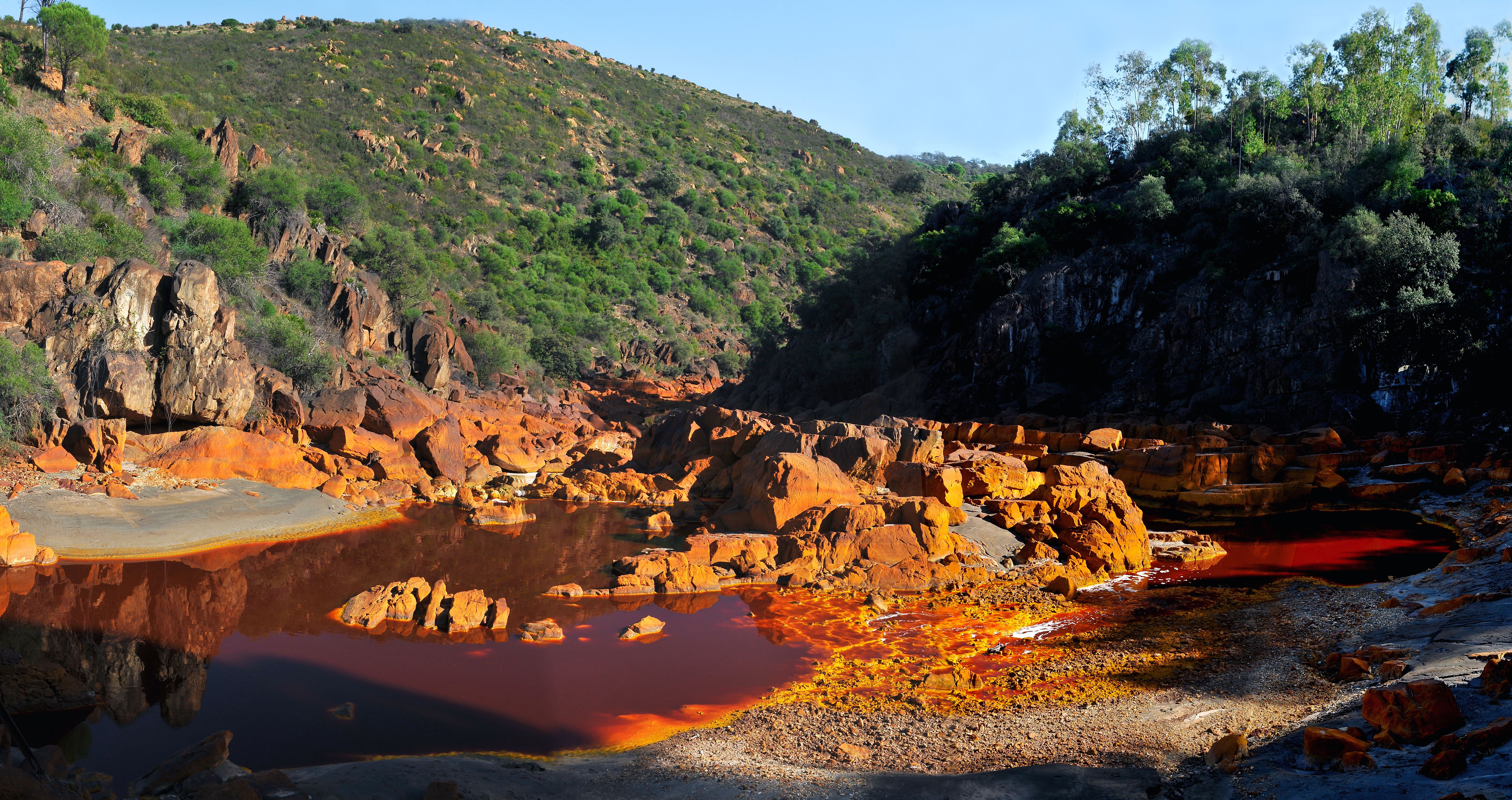
Le fleuve Río Tinto en Espagne

Les toxic tours, bien qu’ayant pour vocation de dénoncer des injustices environnementales, présentent le risque de diluer leur portée politique et sociale dans une logique touristique assumée. La mise en tourisme tend à réduire ces luttes locales à des expériences visuelles déconnectées des revendications des communautés concernées. En mettant l’accent sur l’esthétique des lieux affectés, ces circuits estompent la gravité des catastrophes qu’ils présentent. Ainsi, le fleuve Rio Tinto en Espagne, avec ses eaux rouges toxiques, est perçu comme un spectacle visuel plutôt que comme une zone de crise écologique réelle. La fascination esthétique peut dès lors masquer les problèmes de la pollution intense et la destruction de l'écosystème.
De la même façon, le lac de Geamăna en Roumanie, un lac artificiel créé par les déchets d’une mine de cuivre, attire des visiteurs avec ses couleurs verte, rouge et orange cachant un drame environnemental et humain : le lac submerge un village, et l'eau monte chaque année d'un mètre, anéantissant la faune, la flore locale et les terres agricoles. Cette esthétique singulière séduit particulièrement les photographes, dont Gheorghe Popa qui a immortalisé le paysage du village de Geamăna. En capturant sa beauté étrange, il a lui-même souligné cette dualité : « Les couleurs vives du lac sont à la fois surréalement belles et répulsives par leur nature ». Le tourisme à Geamăna s'apparente également au dark tourism, une forme de tourisme axée sur la visite de lieux associés à la mort, à la souffrance ou à des catastrophes.

### Appropriation de la lutte par les élites et exclusion des concernés
S'ils sont ouverts à tous, les toxic tours sont souvent fréquentés et organisés par des personnes issues des classes moyennes et supérieures, au détriment des populations directement concernées. Pour Fatima Oussak, cofondatrice du collectif Front de mères, syndicat de parents dans les quartiers populaires, « Tout est fait pour que les classes populaires ne se saisissent pas de l’écologie ». Cette réalité crée une forme de décalage entre les organisateurs et les habitants des zones polluées, souvent issus de milieux populaires, ces derniers se retrouvant marginalisés dans leur propre lutte. Les contraintes matérielles telles que le coût des déplacements, les horaires peu adaptés, la complexité des supports de mobilisation ou encore les obligations professionnelles limitent grandement la participation des résidents locaux. Ces obstacles renforcent leur exclusion du processus de sensibilisation, alors qu’ils en sont les premiers concernés. 
Ce pouvoir, on en a dépossédé les populations des quartiers populaires, comme s’il y avait un accaparement de l’écologie par une classe dominante. Cet accaparement entrave l’accès aux enjeux écologiques par les classes populaires de manière générale. C’est un comble quand on sait que ce sont ces classes populaires précisément qui polluent le moins et qui subissent le plus les conséquences du désastre écologique. 

### Les enjeux économiques et les multinationales
Les toxic tours se heurtent souvent à la puissance juridique et économique des multinationales. Les témoignages et les dénonciations portés à la connaissance du public restent insuffisants pour faire pression sur les entreprises responsables de la pollution, notamment en raison de rapports de force économiques et juridiques déséquilibrés.

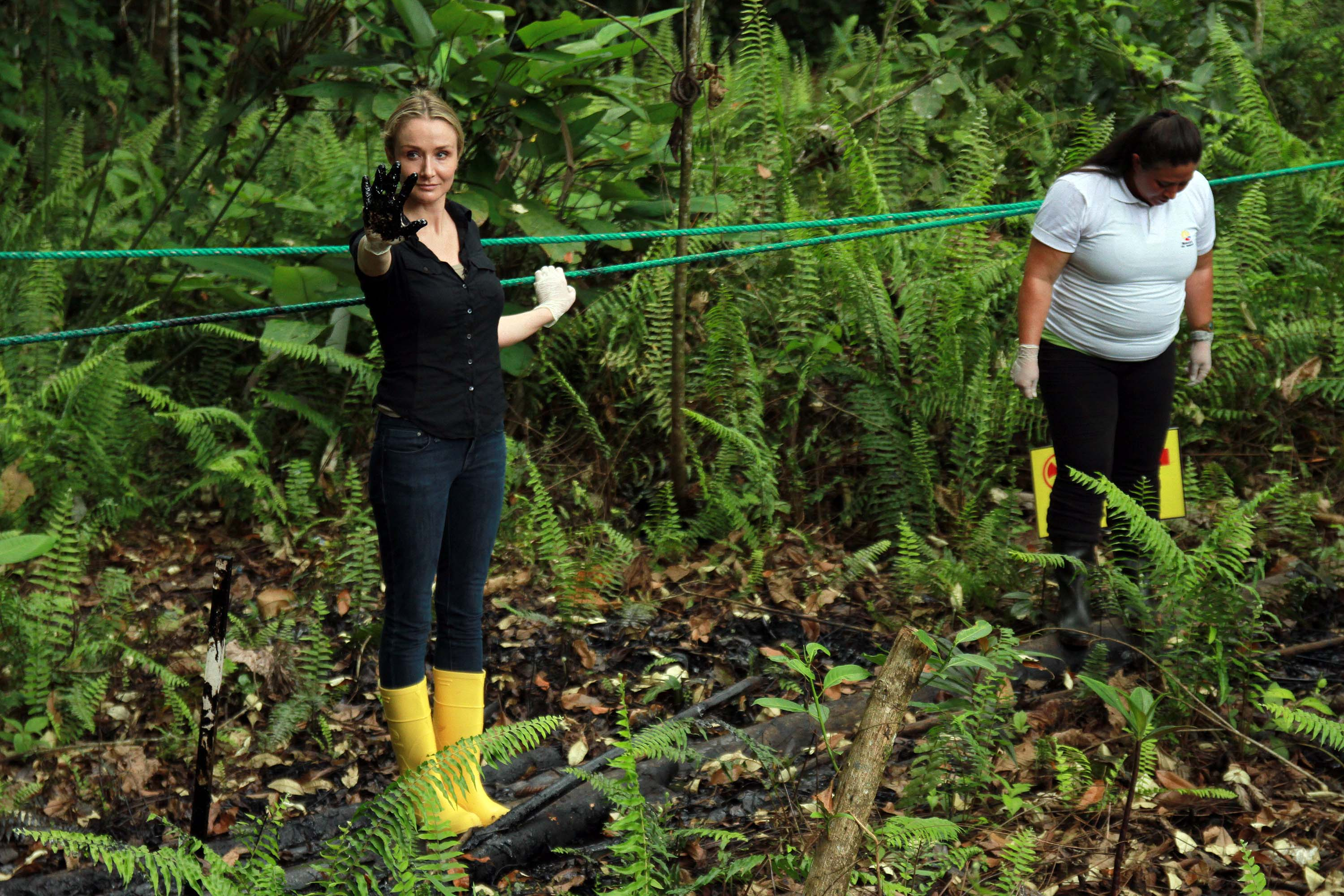
Campagne "la main sale de Chevron", lancée en 2013, Shushufindi (Sucumbíos).

En Équateur, l'entreprise pétrolière américaine Texaco (aujourd'hui Chevron) a causé des impacts environnementaux massifs dès 1972 dans les provinces de Sucumbios et Orellana. Une initiative locale de toxic tours a pris place dès 2005, à l'instigation de l'UDAPT (Union des Victimes des Opérations Pétrolières), afin d'alerter le public et les médias sur les conséquences de l'exploitation pétrolière, comme les problèmes de santé, les piscines de pétrole, la pollution des sols et des rivières. Bien que l'entreprise ait quitté la région à la fin des années 70, elle laisse derrière elle plus de 880 piscines de pétrole à ciel ouvert, 64 millions de litres d’eaux toxiques et 630 000 barils de pétrole brut déversés dans les sols et rivières. La justice équatorienne a condamné Chevron à payer 8,4 millions d'euros pour nettoyer une zone de plus de 500 000 hectares, mais la Cour permanente d'arbitrage a par la suite annulé cette décision. Le tribunal a estimé que le jugement équatorien avait été obtenu par fraude, corruption et manipulation, notamment par des pots-de-vin versés aux juges et la rédaction fantôme du verdict. Il a également rejeté les allégations environnementales contre Chevron, arguant que la société avait déjà effectué un nettoyage supervisé et approuvé par l’État équatorien.
Ainsi, les inégalités économiques mondiales contribuent à la dégradation environnementale, notamment dans les pays du Sud et les toxic tours n'ont que peu de poids face à la catastrophe écologique liée au modèle capitaliste extractiviste.

## Une mobilisation intersectionnelle

### Le rôle central des femmes et approche psychologique
La présence des femmes est centrale dans l’organisation des toxic tours. Dès les premières mobilisations recensées aux États-Unis dans les années 1980, les femmes sont en première ligne pour dénoncer les dégâts sanitaires causés par les déchets industriels. Issues pour la plupart de la classe ouvrière, elles portent les problématiques environnementales au cœur de leur existence. Bien souvent, leur statut de mères ouvrières les pousse à l’action puisque leur combat devient intimement lié à la protection de leurs enfants. Dans certaines villes comme New Town dans l'état de Géorgie, les toxic tours étaient principalement organisés par des femmes. Lors des mobilisations, les participants ont constaté la dangereuse proximité entre les zones rejetant des déchets toxiques et les lieux de vie comme les écoles, les parcs à jeux, les habitations et même une crèche.
Toutefois, il est rapidement reproché aux organisatrices de s’emparer de la question environnementale sans maîtriser un discours scientifique. Pour qualifier ce phénomène, Émilie Hache propose le concept de double dépossession pour parler de la perte, d'une part de leur droit à vivre dans un environnement viable et d'autre part, de leur droit à être entendu. Leurs revendications sont reléguées vers la sphère privée au lieu d'être considérées comme un sujet d’intérêt général.
Plus largement, les toxic tours peuvent être perçus comme une forme d’expression militante issue de la pensée écoféministe. Ils sont pacifiques, inclusifs, et ils repensent la position des êtres humains vis-à-vis de la nature au cours d’une expérience collective. Ces mobilisations traduisent une nécessité de se réapproprier la question environnementale par les classes populaires afin de recréer un lien puissant avec l'ensemble des êtres vivants d’une part, et avec la Terre d’autre part. La question de la communauté est intimement liée à ces mobilisations, dans la volonté de refaire sens collectivement afin d'alerter les pouvoirs industriels et gouvernementaux. Par extension, ces mobilisations peuvent être envisagées comme une traduction militante de la notion de Deep ecology élaborée par Arne Naess. Dans l'ouvrage Reclaim, Émilie Hache cite le philosophe norvégien pour évoquer l'idée d'une thérapie communautaire visant à « guérir la relation de notre société à la Terre ».
Dans cette perspective, de nombreux ateliers écopsychologiques ou écothérapeutiques ont été conçus, notamment dans les milieux militants anglophones, pour aborder les sentiments d’impuissance et de deuil écologique. Selon la militante Joanna Macy, ces espaces permettent de traverser l’écodésespoir pour redonner un sens à l’action écologique. Ce n’est qu’en prenant en compte la détresse psychologique des individus que l’on produit de l’empathie pour un monde en dépérissement. C’est également dans cette dynamique que les toxic tours du 93 à Saint-Denis ont été organisés. En s'appuyant sur les témoignages et les émotions des habitants, ils permettent de transformer l’impuissance en action collective et d’exprimer d’une angoisse commune. Les récits des victimes d’injustices environnementales démontrent que les dégâts sanitaires produits par les déchets industriels constituent une question existentielle pour les habitants. A travers des événements comme les toxic tours detox, les membres du collectif de Saint-Denis encouragent la prise de parole et créent un espace de recueillement.

### Justice environnementale et inégalités socio-raciales

#### Inégalités et solidarité écologique
L'idée de faire commun autour de l’écologie est apparu dès les années 1970, lorsque fut organisée la Conférence des Nations unies sur l'environnement à Stockholm en 1972. Cet événement a marqué la première fois où la relation entre l'être humain et son environnement a été abordée collectivement à l'échelle mondiale. La Conférence a abouti à la Déclaration de Stockholm, qui a posé les bases d'une gestion rationnelle de l'environnement et a introduit des principes relatifs à la pollution, à la croissance économique et au bien-être des peuples. Elle a également conduit à la création du Programme des Nations Unies pour l'environnement (PNUE) . Par la suite, en 1987, le Rapport Brundtland, intitulé Notre avenir à tous (Our Common Future), a été publié par la Commission mondiale sur l'environnement et le développement de l'ONU, présidée par Gro Harlem Brundtland. Ce rapport a introduit le concept de développement durable, définissant celui-ci comme « un développement qui répond aux besoins du présent sans compromettre la capacité des générations futures à répondre aux leurs ». L'idée que tout le monde doit faire sa part de la manière la plus adéquate possible avec ses différences culturelles et ses capacités éco-productives, afin d'assurer un équilibre durable au sein des sociétés sera reprise par la suite par le mouvement Colibris.
Lors de la préparation de la conférence Rio+20 en 2011, des délégations soulignent les limites de cette pensée et rappelle que l'économie verte, telle que définie par certains pays développés, impose des limites de croissance aux pays en développement, exacerbant ainsi les inégalités mondiales, ces derniers se retrouvant dans une situation économique de dépendance vis-à-vis des pays occidentaux due à une politique héritée de la période coloniale.
Les toxic tours organisés en Amazonie équatorienne depuis 2005 témoignent en effet des rapports néocoloniaux qui subsistent au profit d’une économie globalisée et capitaliste. Pour exemple, les déchets toxiques laissés derrière elle par l’entreprise Texaco (Chevron) affectent les populations depuis plusieurs générations et leurs ressources sont exploitées au profit du géant américain.

#### Racisme environnemental
Les mobilisations des toxic tours permettent de mettre en lumière le fait que les personnes précaires, qui subissent les dégâts sanitaires dus aux déchets toxiques rejetés par les industriels, sont majoritairement des personnes racisées. Par exemple, dans les années 1980 et 1990, des communautés afro-américaines et latines ont lutté contre l'implantation de décharges de déchets toxiques dans leurs quartiers, dénonçant une forme de racisme environnemental. La sociologue Giovanna Di Chiro évoque une mobilisation à New Town en 1993 qui souligna particulièrement les différences entre le nord de ville, beaucoup moins exposé à la pollution et aux déchets toxiques et où une majorité de personnes blanches vivaient, et le sud de la ville. Les habitants du sud de la ville, majoritairement afro-descendants, étaient beaucoup plus affectés par ces conséquences sanitaires, notamment à cause de l’usine de machines Leece-Neville qui rejetait des milliers de livres de xylènes et de trichloréthylènes dans le sol, l’air et l’eau de la région. 
Les toxic tours sont une politique spatiale qui met en avant les différences raciales, ethniques et communautaires, tout en s'enracinant dans une politique de solidarité écologique.
Face à ces inégalités, les toxic tours permettent aux populations discriminées, souvent écartées de la lutte écologique, de se réapproprier l’espace qui leur est imposé. 
Lorsqu’on demande aux habitants des quartiers populaires pourquoi ils ne s’engagent pas sur le front écologiste, on oublie qu’on a affaire à des gens qui ne sont pas considérés comme étant chez eux là où ils habitent. Je qualifie même les populations des quartiers populaires de « sans terre ». Elles sont là depuis plusieurs générations et, pourtant, n’ont pas de rapport sensible, charnel, affectif, à la terre. On les désancre, c’est-à-dire qu’on leur répète à longueur de temps qu’elles ne sont pas ici chez elles, que cette terre n’est pas la leur.
L’occupation de l’espace par les toxic tours permet ainsi de ne plus simplement vivre dans un lieu, mais de le repolitiser afin de pouvoir l’habiter pleinement. C’est un véritable enjeu existentiel qui se joue au sein des classes populaires racisées et marginalisées. Une communion se crée ainsi pour revendiquer un droit d’exister pleinement dans un espace viable, celui-là même érigé par la Conférence des Nations unies sur l'Environnement de Stockholm en 1972 :
L'homme a un droit fondamental à la liberté, à l'égalité et à des conditions de vie satisfaisantes, dans un environnement dont la qualité lui permette de vivre dans la dignité et le bien-être. Il a le devoir solennel de protéger et d'améliorer l'environnement pour les générations présentes et futures.